# Vale Royal Abbey
Vale Royal Abbey war ein Zisterzienserkloster in England.

## Lage
Die Abtei lag in Whitegate zwischen Northwich und Winsford in Cheshire.

## Geschichte
Die der Jungfrau Maria, dem Heiligen Nikolaus und dem Heiligen Nicasius geweihte Abtei wurde um 1266 von Prinz Edward, dem späteren König Edward I. auf Grund eines anlässlich einer bei der Überfahrt von Frankreich erlittenen Seenot im Jahr 1263 getätigten Gelübdes gestiftet. Sie war ein Tochterkloster des Klosters Dore Abbey in Herefordshire, das wiederum der Filiation der Primarabtei Morimond entstammte. Die ersten Mönche aus Dore Abbey unter Abt Walter trafen erst 1274 ein. Um 1276/1281 wurde die Abtei vom Gründungsort Darnhall nach Over, dem späteren Vale Royal, verlegt.
Die Kirche wurde als größte Zisterzienserabteikirche in England mit einer Länge von 128 m auf kreuzförmigem Grundriss mit einem Vierungsturm und weiteren Westtürmen sowie einem halbkreisförmigen Chor mit 13 Chorkapellen geplant. Das Querschiff hatte auf beiden Seiten je drei Kapellen im Osten. Die Klausur befand sich rechts von der Kirche und entsprach in ihren Ausmaßen der Größe der Kirche. Die zunächst reichlich fließenden Mittel wurden jedoch bald auf Grund der Kriege in Wales spärlicher, bis das königliche Interesse an der Abtei gegen 1290 ganz erlosch, worauf die Bauarbeiten zunächst eingestellt und dann nur sehr reduziert weitergeführt wurden. Um 1330 war der Ostteil der Kirche vollendet.
Es kam jedoch zu Auseinandersetzungen mit der Landbevölkerung, die in der Ermordung des Abts im Jahr 1339 einen Höhepunkt fanden, und mit dem Landadel. Um 1350 wurden die Arbeiten am Kirchenschiff wieder aufgenommen, jedoch richtete im Jahr 1360 ein Sturm schwere Schäden an, die dazu führten, dass unter der Regierung von König Richard II. die Planungen erheblich reduziert wurden. Auch im Jahr 1437 wurde der Abt getötet. Erst in der Spätzeit der Abtei traten geordnete Verhältnisse ein. 1535 wurde die Abtei auf ein Einkommen von 540 Pfund, einen erheblichen Betrag, geschätzt. 1538 wurde sie aufgelöst. Der königliche Kommissar Thomas Holcroft erwarb die Anlage, ließ die Kirche und einen großen Teil der Abteigebäude abbrechen und den Süd- und Westteil der Klausur in ein Herrenhaus verwandeln. 1615 kam dieses in die Hände der Familie Cholmondeley, wo es über 300 Jahre lang verblieb, allerdings mehrfach verändert wurde, so unter anderem als John Douglas den Südflügel um 1860 umfassend umgestaltete. Heute beherbergt die Anlage einen Golfclub.

## Anlage und Bauten

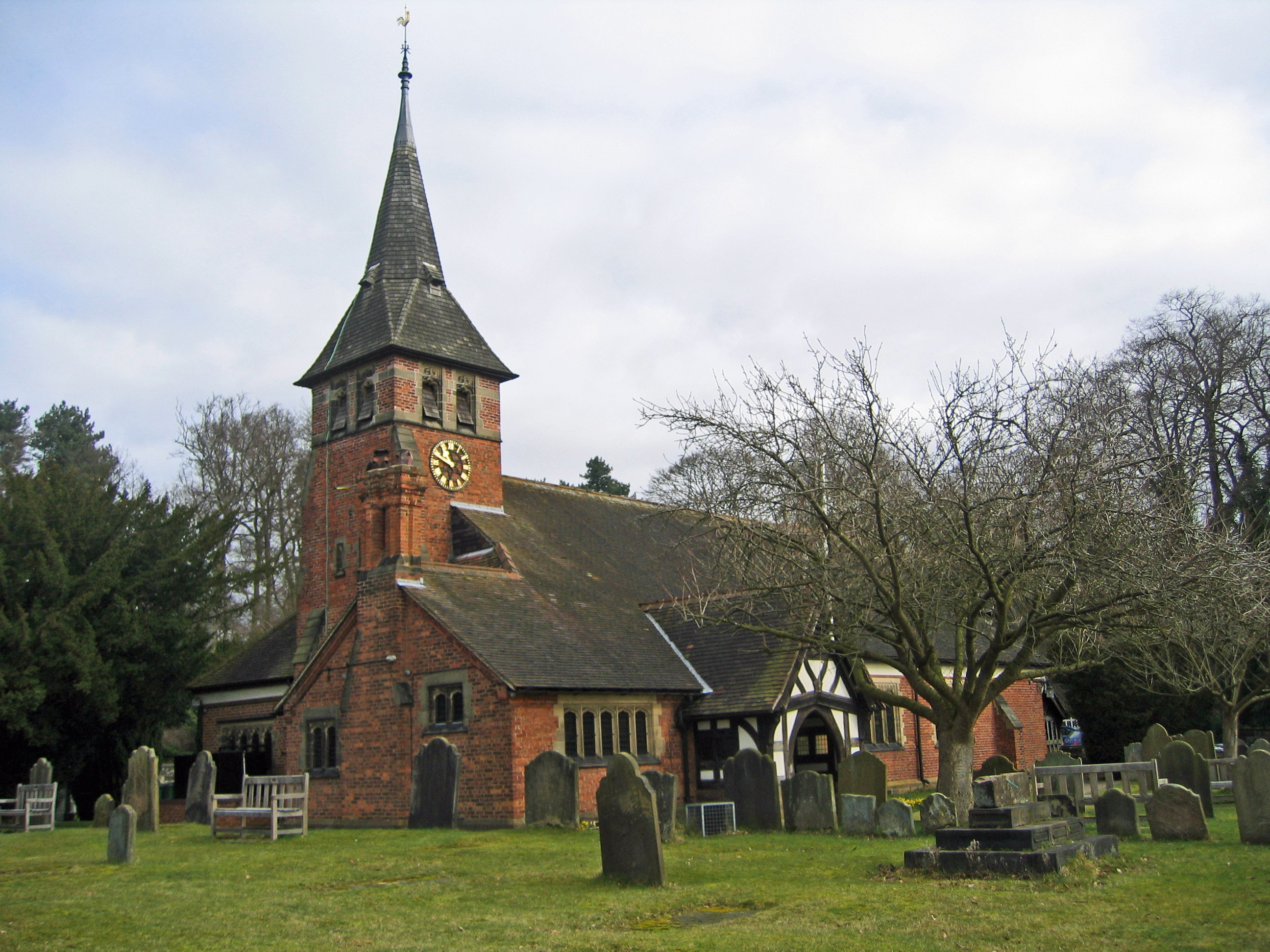
St. Mary’s Whitegate

Von der Kirche ist nichts erhalten, jedoch wird die Lage des Hochaltars von einem „Nun’s Grave“ genannten Friedhofskreuz markiert. Ausgrabungen fanden 1911/12 statt, jedoch ist nichts mehr sichtbar. Das Herrenhaus weist noch Teile der alten Klosteranlage auf, insbesondere den Toreingang. Erhalten ist die ehemalige Torkapelle St. Mary’s Whitegate.